# Fatellapur
Fatellapur là một thị trấn thống kê (census town) của quận Murshidabad thuộc bang Tây Bengal, Ấn Độ.

## Nhân khẩu
Theo điều tra dân số năm 2001 của Ấn Độ, Fatellapur có dân số 5574 người. Phái nam chiếm 49% tổng số dân và phái nữ chiếm 51%. Fatellapur có tỷ lệ 50% biết đọc biết viết, thấp hơn tỷ lệ trung bình toàn quốc là 59,5%: tỷ lệ cho phái nam là 59%, và tỷ lệ cho phái nữ là 41%. Tại Fatellapur, 21% dân số nhỏ hơn 6 tuổi.